# Penarukan (Kepanjen)
Penarukan is een bestuurslaag in het regentschap Malang van de provincie Oost-Java, Indonesië. Penarukan telt 5058 inwoners (volkstelling 2010).